# 피탄트라이올
피탄트라이올(영어: phytantriol)은 식품 첨가물 및 화장품에 사용되는 지방족 알코올이다. 피탄트라이올은 상온에서 무색 또는 옅은 노란색의 달콤한 냄새가 나는 점성을 가진 액체이다.

## 제조
피탄트라이올은 폼산에서 아이소피톨을 산화시키고 무기 염기로 생성물을 가수분해하고 분리하여 제조된다.

## 용도
화장품의 성분이기도 한 피탄트라이올은 피부와 모발의 보습력을 높이고 비타민과 아미노산의 침투를 돕는다. 2002년을 기준으로 헤어 컨디셔너, 샴푸, 헤어 토닉과 같은 약 100여종의 화장품에서 0.0002%~1%의 농도로 함유되어 있다.
피탄트라이올은 큐보솜을 만드는 데 두 번째로 많이 사용되는 양친매성 물질이다.

## 독성학
경구 LD50 값은 쥐와 생쥐에서 >5000 mg/kg이다.

## 같이 보기
- 피톨
- 아이소피톨